# Logofagia
Logofagia (del griego λόγος, logos, ‘palabra’, ‘sentido’, y φαγία, phagía, ‘acción de comer’) es un fenómeno literario que consiste en cuestionar o suspender la inteligibilidad de un texto por medio de diferentes mecanismos retóricos, tipográficos, paratextuales o de cualquier otra índole. Existen diversas variedades de logofagia, y es un procedimiento que se emplea en textos desde el Barroco hasta la literatura del siglo XXI.

## Descripción
El catedrático de Literatura de la Universidad de Zaragoza Túa Blesa ha descrito la logofagia como un conjunto de técnicas mediante las cuales «la escritura se suspende, se nombra incompleta, se queda en blanco, se tacha o, hecha logorrea, se multiplica, disemina el texto en textos, o se dice en una lengua que no le pertenece, o incluso en una que no pertenece a nadie, un habla sin lengua o, finalmente, se hace críptica».
Se trata, por tanto, de «una coexistencia tensional en el texto del silencio y la palabra», como resume Molina Gil. Por su parte, Gallego Benot relaciona este fenómeno con el pensamiento de Jacques Derrida, al situar «sus fundamentos en el carácter subversivo que deconstruye el texto, haciendo salir a la escritura de su lugar, al modo del fármacon derridiano».

## Figuras de logofagia
En su ensayo Logofagias. Los trazos del silencio (1998) Blesa categoriza la logofagia en las siguientes figuras retóricas o estrategias textuales: adnotatio, ápside, babel, criptograma, hápax y óstracon, dividida esta última en cuatro fenómenos (fenestratio, leucós, tachón y lexicalización).

### Adnotatio
Consiste en una diseminación del texto mediante apéndices o anotaciones que, a diferencia de las notas de un aparato crítico real, forman parte del texto principal (pertenecen a él desde la editio princeps) y son obra del mismo autor, con fines en muchos casos paródicos del lenguaje académico.
Un ejemplo clásico sería el de la novela Pálido fuego (1962), de Vladimir Nabokov. En la literatura reciente en lengua española destaca La marcha de los 150 000 000 (2009), de Enrique Falcón, un poema de 5000 versos acompañado de continuas anotaciones al margen.

### Ápside
El texto-ápside es una variante o metamorfosis de un texto preexistente, sin jerarquía de rango que lo separe de este, de manera que se establece una relación conflictiva entre ambos.
Pueden coexistir más de dos variantes del mismo texto, como sucede con numerosos poemas de Leopoldo María Panero. Asimismo, el fenómeno de la reescritura en Hospital Británico, de Héctor Viel Temperley, puede considerarse una muestra de ápside.

### Babel
Es una figura que consiste en la renuncia al uso de la lengua materna o la de la comunidad lectora del autor, utilizando otros idiomas de modo parcial (uso de frases y palabras) o total (en todo un texto literario). La lengua extranjera funciona como “ruido” para el lector no competente en ella, de ahí que se considere un tipo de logofagia.
El poeta Paul Celan, por ejemplo, introduce títulos, palabras y frases en yiddish, español, griego, francés, neerlandés y latín en su obra La rosa de nadie (Die Niemandsrose, 1963). En la narrativa en lengua española destaca por su polifonía lingüística Larva: Babel de una noche de San Juan (1983), de Julián Ríos.

### Criptograma
El criptograma consiste en la creación de un mensaje cifrado, mediante signos convencionales que adquieren otro significado o mediante signos inventados. Blesa distingue dos tipos fundamentales de criptograma en la literatura: aquel que ofrece una clave para su resolución y aquel que se mantiene por completo irresoluble y críptico.
La literatura del Barroco es rica en criptogramas, como demuestra el Romance 50 de Juana Inés de la Cruz, entre otros textos suyos. En el ámbito de la narrativa resalta por su celebridad el del cuento El escarabajo de oro, de Edgar Allan Poe.

### Hápax
Se entiende por hápax (en el ámbito de la literatura) un tipo de neologismo creado por un autor, de modo que se trata de una creación léxica única y sin precedentes. La vertiente más extrema es el “texto-hápax”, donde todo o casi todo el escrito está formado por palabras sin sentido que, sin embargo, se abren a la significación: las jitanjáforas, descritas por Alfonso Reyes a partir de un poema de Mariano Brull, pueden considerarse ejemplos de esta tipología textual, así como el idioma «glíglico» del capítulo 68 de Rayuela, de Julio Cortázar.
Es frecuente encontrar casos aislados de hápax en escritores de la Antigüedad griega como Esquilo, Aristófanes y Píndaro, mientras que autores de los siglos XIX y XX como Lewis Carroll, Juan Eduardo Cirlot o César Vallejo han desarrollado textos-hapax de diferentes grados de densidad en sus obras poéticas.

### Óstracon
Del griego ὄστρακον (óstrakon, concha o fragmento de cerámica con el nombre de los condenados al ostracismo; véase óstraco), este término designa la forma literaria que concibe el texto como vestigio o fragmento de un texto semidestruido. Siguiendo a Túa Blesa, presenta las siguientes variedades:
- Fenestratio. Es un óstracon que consiste en mostrar el inacabamiento del texto mediante signos de puntuación: por ejemplo, usar la coma en vez del punto final, o marcar la desaparición de palabras o frases mediante puntos. Un empleo célebre de fenestratio se da en el poema Papyrus de Ezra Pound, basado en un fragmento de Safo:[25]

Spring. . . 

Too long. . . 

Gongula. . .
Ezra Pound, Lustra, 1916.

- Lexicalización. En este recurso el autor menciona explícitamente que el texto es un fragmento inacabado o rescatado de manera fragmentaria. El arranque del cuento El informe de Brodie, de Jorge Luis Borges[26] y el relato Manuscrito encontrado en el olvido, de Los girasoles ciegos (2004), de Alberto Méndez, son dos ejemplos diáfanos dentro de la narrativa en lengua española.[27]

- Leucós. Del griego λευκός, leukós, ‘blanco’,  supone una utilización del espacio en blanco para manifestar la ausencia de discurso en el interior de un texto. José-Miguel Ullán,[28] Jorie Graham,[29] Chantal Maillard[30] y Francisco Pino,[31] entre muchos otros, han usado esta técnica con mayor o menor frecuencia en sus escritos.

- Tachón. Consiste en volver ilegible parcial o totalmente un texto, mediante tachaduras de menor o mayor opacidad. Este recurso puede rastrearse desde el siglo XVIII, con la página en negro de Tristram Shandy, de Lawrence Sterne,[32] hasta poemarios del siglo XXI como Desdecir (2013), de Enrique Cabezón, o Sistemas inestables (2015), de Rubén Martín.[33]

## Algunos ejemplos

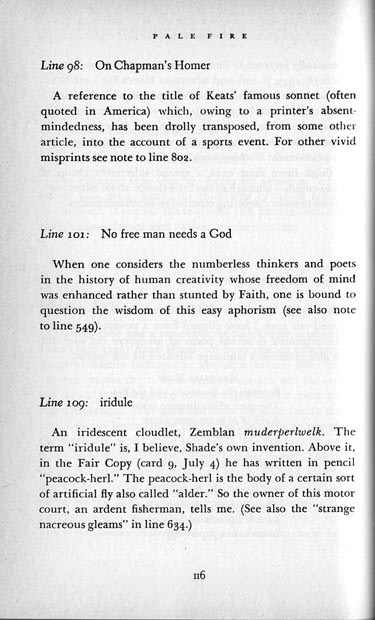
Ejemplos de adnotatio en Pálido fuego, de Nabokov: la narración se desarrolla a través del aparato crítico de un poema.
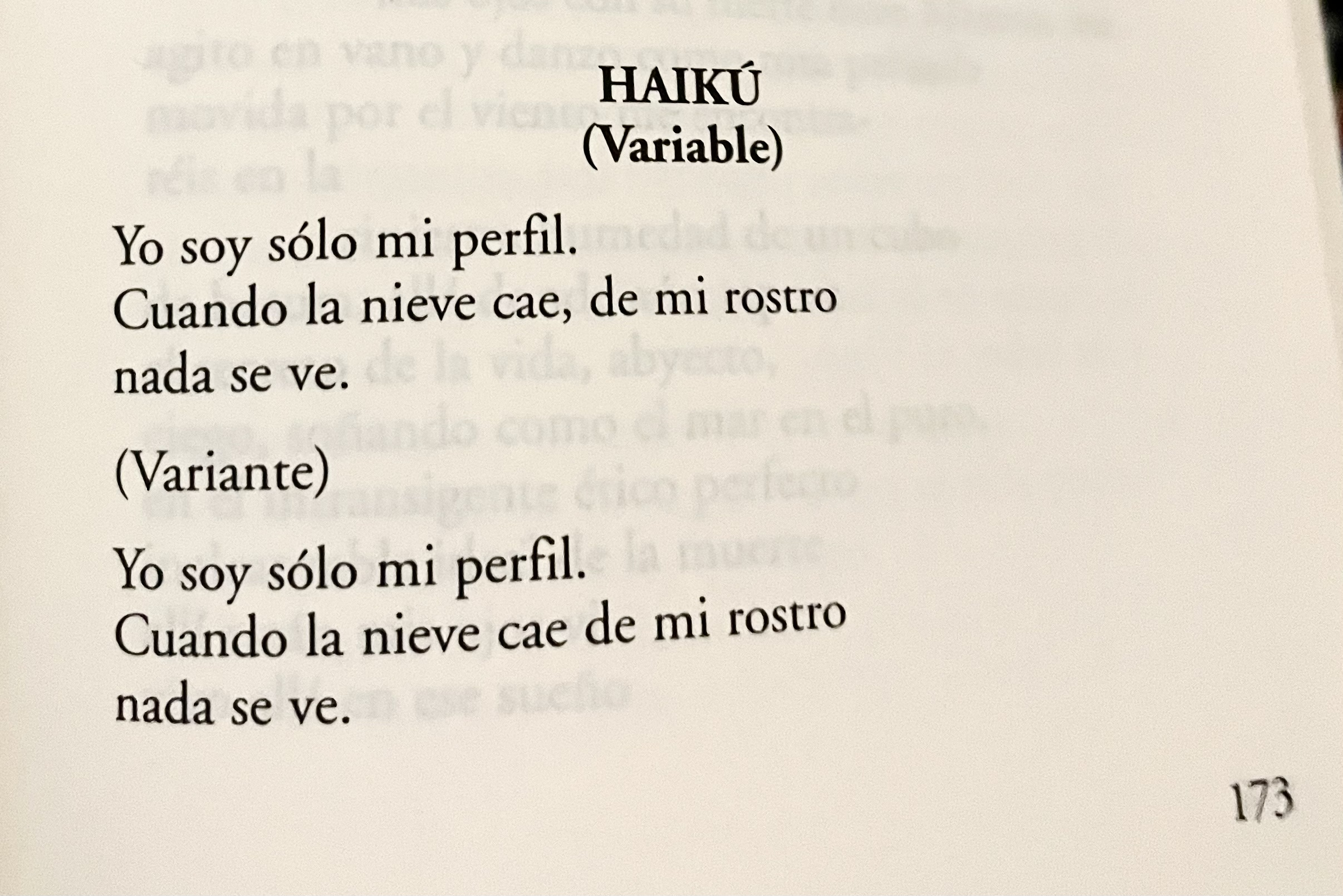
Ejemplo de ápside en la poesía de L. M. Panero: dos variantes de un mismo texto cuya única diferencia es una coma.
Ejemplo de babel en el poema “Benedicta”, de Paul Celan: el texto principal en alemán incluye palabras en griego y yiddish.
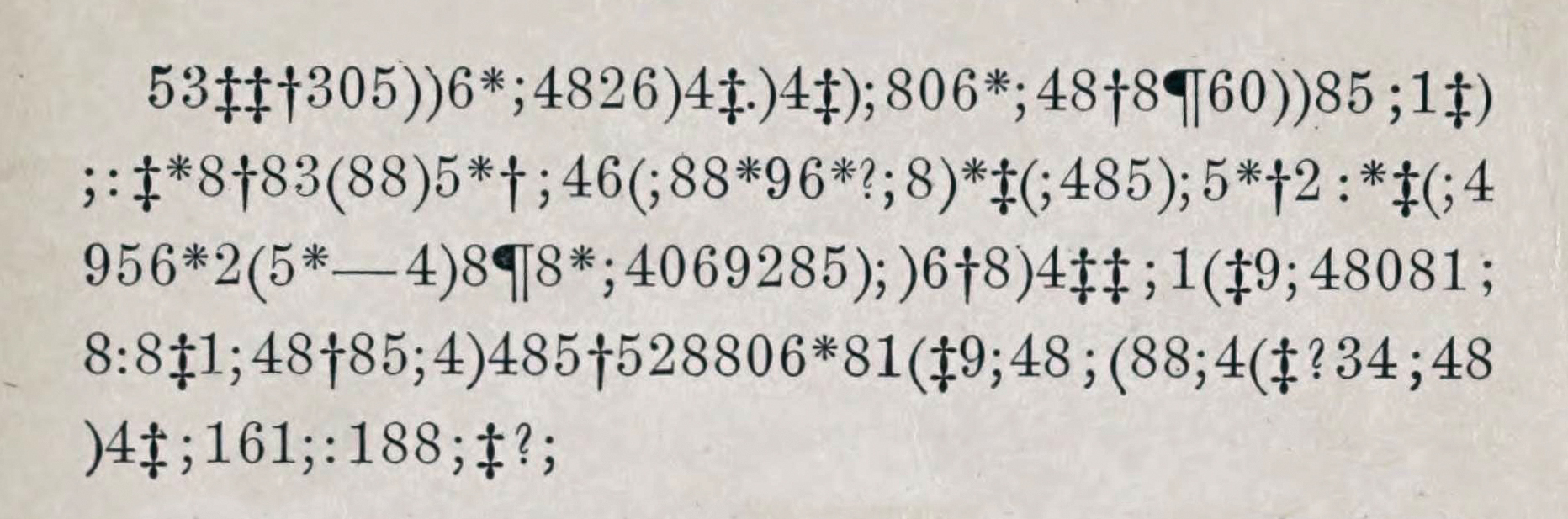
Criptograma inserto en el relato “El escarabajo de oro” de Poe.
Ejemplo de texto-hápax en un poema de Cirlot: todas sus palabras son términos inexistentes, anagramas del nombre propio “Bronwyn”.
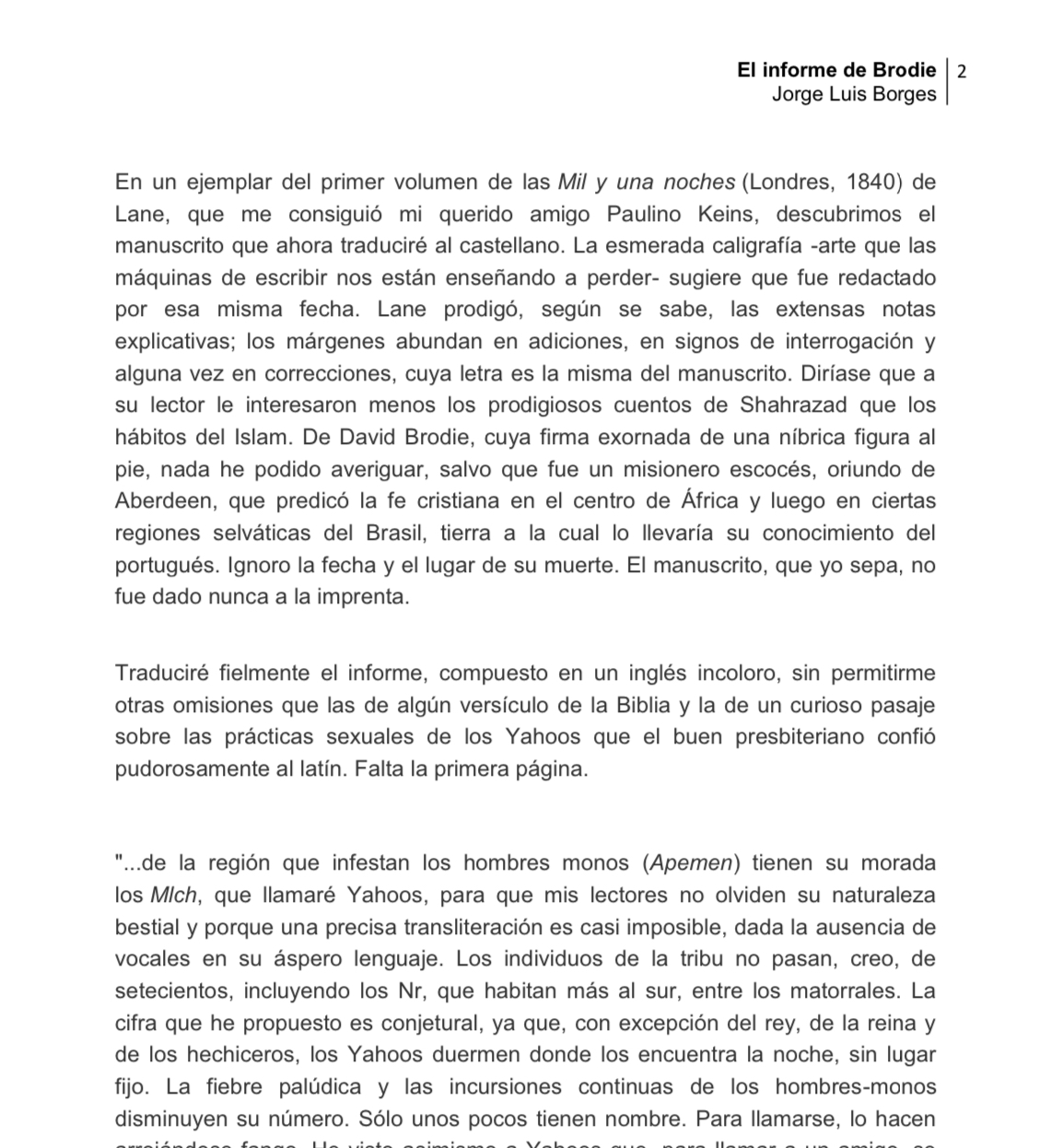
Ejemplo de lexicalización en “El informe de Brodie”, de Borges: el narrador advierte la ausencia de una página en el supuesto texto original.
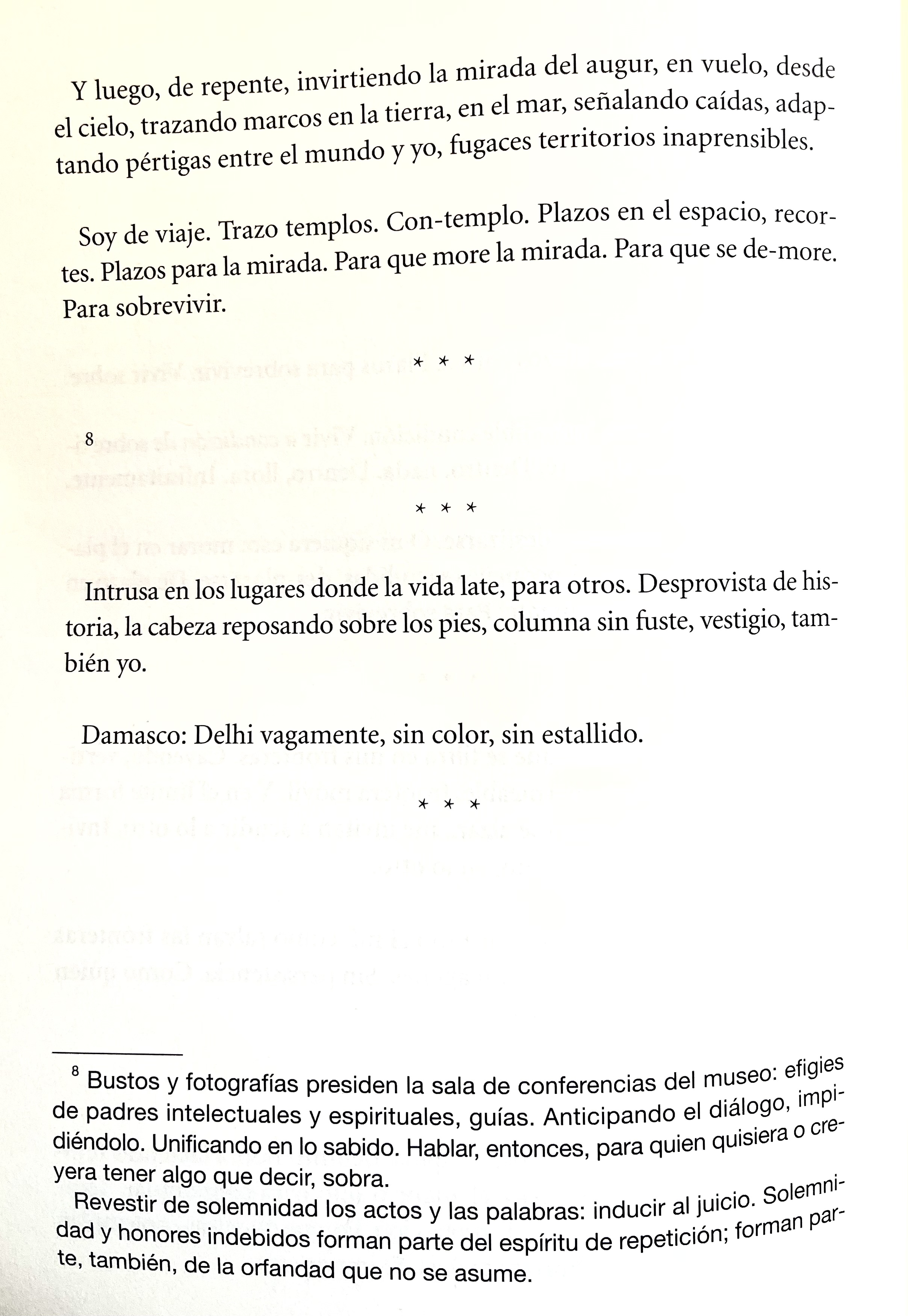
Ejemplo de leucós en Husos, de Chantal Maillard: la referencia a pie de página delata un espacio en blanco dentro del texto principal.
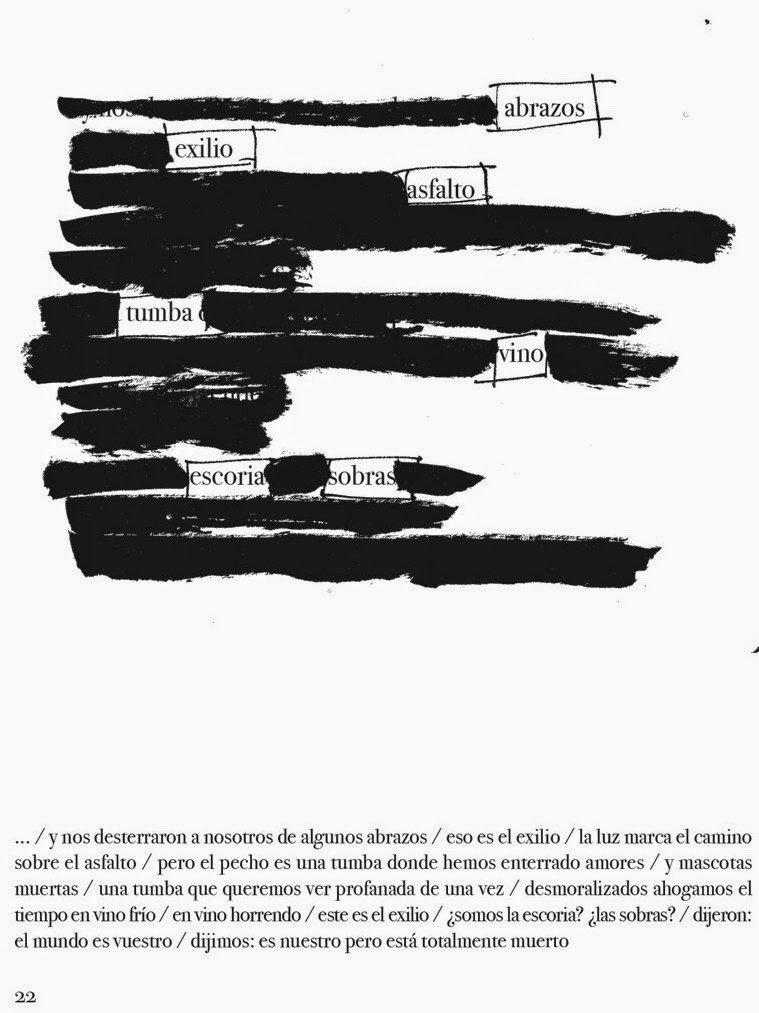
Ejemplo de tachones en Desdecir, de Enrique Cabezón.